# Mvoung
Mvoung è un dipartimento della provincia di Ogooué-Ivindo, in Gabon, che ha come capoluogo Ovan.